# Louis Dupree
Louis Dupree, född 23 augusti 1925 i Greenville i North Carolina, död 21 mars 1989 i Durham i North Carolina, var en amerikansk antropolog, arkeolog och Afghanistan-kännare. Han var också professor vid Duke University.

## Utbildning
Louis Dupree utbildades på amerikanska kustbevakningens skola under andra världskriget och tjänstgjorde i handelsflottan 1943–1944. Under åren 1944–1947 gjorde han krigstjänst som officer i fallskärmstrupperna inom den 11:e luftburna brigaden och deltog i striderna i Filippinerna och Okinawa. Han fick då bland annat utmärkelsen Purpurhjärtat efter att ha blivit sårad i strid bakom fronten vid det amerikanska återtagandet av Filippinerna och Bronze Star för tapperhet i fält.
Efter demobiliseringen utnyttjade han den amerikanska regeringens utbildningsprogram för krigsveteraner till studier i antropologi vid Harvard, där han tog kandidatexamen 1949, magisterexamen 1953 och disputerade 1955. Hans specialiserade sig på asiatisk arkeologi och etnologi.
Mellan 1959 och 1983 var han forskare i ett samarbetsprogram för antropologiska studier mellan elva amerikanska universitet och därefter var han forskare och lärare vid amerikanska universitet, från 1985 vid Duke University i North Carolina.

## Publikationer
Louis Dupree har publicerat 23 böcker och är mest känd för sina två böcker Afghanistan (Princeton University Press, 1973, över 700 sidor), och Afghanistan in the 70's (Praeger, 1974), vilka fortfarande betraktas som standardverk över Afghanistan.

### Citat om "lerridån" i Afghanistans byar
| ”                            | Långvariga förbindelser med omvärlden har sällan varit behagliga, därför att utomstående vanligen kommer till byn för att ta något från den, inte tillföra något till den. Denna process har därför vanligen varit åt ett håll, från byn. Således kan helt enkelt flertalet bybor tro att den centrala myndigheter, provinsmyndigheter eller enskilda inhemska eller utländska experter verkligen vill föra in permanenta utvecklingsprojekt. Tidigare försök har i allmänhet haft kort varaktighet och tvärt avbrutits, därför att när väl "moderniseringsgruppen" återvänder från byn så sätter byborna upp bromsarna i "lerridån" och går tillbaka till sina gamla, gruppförstärkande sätt att arbeta. Man kan inte skylla på de inhemska eller utländska experterna för att bli förda bakom ljuset av byborna, som under flera generationer har utvecklat utmärkta försvarsmekanismer för att skydda sig mot omvärlden. Till exempel så accepterar byborna prompt alla förslag till teknologiförbättringar, därför att de inser att ju snabbare de godtar dem ju snabbare kommer "utvecklingsspecialisterna" att lämna byn... Dessutom träffar en utomstående sällan de makthavande i byn om de inte vistas där under lång tid. När utomstående närmar sig försvinner byledarna bakom lerväggarna, och den första försvarslinjen (den andra maktnivån) närmar sig för att hälsa främlingarna med en formbunden gästvänlighet, vilken förvånansvärt nog fungerar som en försvarsteknik. | „ |
| – Louis Dupree i Afghanistan | |   |

## Afghanistan-kännaren
Louis Dupree kom första gången till Afghanistan 1948. Han, och senare han och hustrun, bodde och arbetade i Afghanistan under många år. Louis Dupree var rådgivare till många länder och organisationer, och var engagerad i frivilligorganisationer och på annat sätt för att hjälpa afghanska flyktingar.
Louis Dupree gifte sig i Afghanistan 1966 med Nancy Hatch Dupree, som han träffat i landet under rekognosering för en lokal reseguide. Paret fick två döttrar och en son. Nancy Hatch Dupree fortsatte efter makens död parets gemensamma arbete med att dokumentera afghanska förhållanden i ett lokalt arkiv (the Afghanistan Centre at Kabul University), som under de svåraste åren varit utflyttat till Peshawar i Pakistan.